# Gorsachius melanolophus
La garza nocturna malaya (Gorsachius melanolophus), también conocida como garza nocturna tigresa o martinete malayo, es una especie de ave pelecaniforme de la familia Ardeidae presente en buena parte de Asia. Existen importantes poblaciones nidificantes en China, India y Filipinas.